# Křížová cesta (Slivice)
Křížová cesta ve Slivici na Příbramsku se nachází v obci před farním kostelem svatého Petra.

## Historie
Křížovou cestu tvoří čtrnáct barokních výklenkových kapliček. Osm zastavení stojí podél cesty ke kostelu mezi stromy lipové aleje, zbylých šest se nachází na louce a u silnice do polokruhu kolem obce. Některé kapličky byly přemístěny kvůli stavbě nové silnice, jedna kaplička byla zbořena. Kapličky jsou cihlové, bíle omítnuté, se stříškou pokrytou prejzy. Na vrcholu stříšky je železný tvarovaný kříž.
S výstavbou kapliček je spojen příchod řádu jezuitů do Slivice, kteří sídlili na Březnické koleji a ve Slivici prováděli katolickou reformaci přibližně od roku 1630. Ve slivické farnosti působil v té době například P. Vojtěch Chanovský (1626 – 1627). Roku 1647 řád ze Slivice odešel a trvale se usídlil na Svaté hoře u Příbrami.
Křížová cesta byla opravena přibližně roku 1769 slivickým farářem Josefem Františkem Machem. Ve výklencích kapliček byla ještě koncem 19. století místy patrná nástěnná malba. Ta byla později nahrazena obrazy na plátně, po jejich zničení byly v kapličkách umístěny menší zarámované barvotisky. Kolem roku 1941 byly kapličky opět opraveny z iniciativy slivického rodáka Prof. Fouska.
Další oprava byla provedena roku 1973.

### Lipová alej
Lipová alej byla vysazena jezuity roku 1646. Z původních 65 stromů jich dodnes stojí 48, alej je evidována jako památná.

### Zajímavosti
Malíř Mikoláš Aleš ve svých zápiscích vzpomínal na pouť na Svatou horu, na kterou chodil se svou matkou pěšky z rodného města Mirotice přes Slivici. Veliké, košaté lípy a kapličky křížové cesty se mu velice líbily. Na památku této vzpomínky později nakreslil nakloněnou a podezděnou kapličku zastavení č. VII., která stojí na louce pod lípou.